# Tønsberg
Tønsberg là một thị xã và đô thị ở hạt Vestfold, Na Uy. Trung tâm hành chính của đô thị là thành phố Tønsberg.
Thành phố Tønsberg được thành lập như một đô thị ngày 01 tháng 1 năm 1838 (xem formannskapsdistrikt). Đô thị nông nghiệp Sem được sáp nhập vào đô thị Tønsberg ngày 1 tháng 1 năm 1988.
Dân số của khu đô thị, không phân biệt biên giới đô thị, và theo các hướng dẫn của Cục Thống kê Na Uy, đạt 46.862 người tại thời điểm ngày 1 tháng 1 năm 2008, khiến Tønsberg là đô thị đông dân thứ mười ở Na Uy. Tønsberg thường được coi là thị trấn lâu đời nhất ở Na Uy.